# Nashville Skyline
| 전문가 평가                   | 전문가 평가 |
| 평가 점수                     | 평가 점수   |
| 출처                          | 점수        |
| ----------------------------- | ----------- |
| AllMusic                      | [ 3 ]       |
| Chicago Tribune               | [ 4 ]       |
| MusicHound Rock               | 3.5/5       |
| The Rolling Stone Album Guide | [ 6 ]       |
| Encyclopedia of Popular Music | [ 7 ]       |
| Tom Hull                      | A–          |

《Nashville Skyline》은 미국의 싱어송라이터 밥 딜런이 1969년 4월 9일, 컬럼비아 레코드에서 발매한 아홉 번째 스튜디오 음반이다.
《John Wesley Harding》에서 그가 실험한 촌스러운 스타일을 바탕으로 한 《Nashville Skyline》은 컨트리 음악에 완전히 몰입하는 모습을 보여주었다. 좀 더 기본적인 서정적인 주제, 단순한 작사 구조, 매력적인 국내 느낌과 함께, 그것은 관객들에게 일시적으로 담배를 끊었던 딜런의 아주 새로운 노래 목소리, 즉 부드럽고 영향을 받은 컨트리 크루너를 소개했다.
그 결과는 비평가들로부터 대체로 긍정적인 반응을 얻었고, 상업적인 성공이었다. 미국에서 3위에 오른 이 음반은 딜런의 네 번째 영국에서 1위 음반도 기록했다.

## 배경
《Nashville Skyline》이 녹음될 무렵, 미국의 정치 풍토는 더욱 양극화되어 있었다. 1968년 민권 지도자 마틴 루터 킹 주니어와 상원의원 로버트 F. 케네디 (대통령의 유력한 후보)가 암살되었다. 시카고에서 열린 민주당 전당대회를 둘러싼 주요 도시와 킹 목사의 암살로 촉발된 인종적 동기부여를 포함한 몇몇 주요 도시에서 폭동이 일어났다. 새로운 대통령 리처드 닉슨은 1969년 1월에 취임 선서를 했지만 동남아시아에서의 미국의 교전, 특히 베트남 전쟁은 몇 년 동안 계속될 것이다. 광범위한 정치적 주제에 대한 항의가 잦아졌다. 딜런은 1960년대 내내 정치적, 사회적 논평으로 유명한 대표적인 문화인이었다. 주제곡에서 벗어나면서도 문화적 위상을 잃지 않았다. 그러나 클린턴 헤일린이 《Nashville Skyline》에 대해 썼듯이 "딜런이 록 선거구를 계속 장악하는 것에 대해 우려했다면, 내슈빌에서 조니 캐시와 함께 음반을 만드는 것은 많은 사람들의 눈에는 퇴위나 다름없었다"고 말했다.

## 곡 목록
모든 곡들은 밥 딜런에 의해 작사/작곡하였다.
| #  | 제목                                             | 재생 시간 |
| -- | ------------------------------------------------ | --------- |
| 1. | 〈Girl from the North Country (with 조니 캐시)〉 | 3:41      |
| 2. | 〈Nashville Skyline Rag〉                        | 3:12      |
| 3. | 〈To Be Alone with You〉                         | 2:07      |
| 4. | 〈I Threw It All Away〉                          | 2:23      |
| 5. | 〈Peggy Day〉                                    | 2:01      |

| #  | 제목                                      | 재생 시간 |
| -- | ----------------------------------------- | --------- |
| 1. | 〈Lay Lady Lay〉                          | 3:18      |
| 2. | 〈One More Night〉                        | 2:23      |
| 3. | 〈Tell Me That It Isn't True〉            | 2:41      |
| 4. | 〈Country Pie〉                           | 1:37      |
| 5. | 〈Tonight I'll Be Staying Here with You〉 | 3:23      |

## 인증
| 국가                       | 인증     | 판매량/출하량 |
| -------------------------- | -------- | ------------- |
| 캐나다 (뮤직 캐나다)       | 골드     | 50,000^       |
| 영국 (BPI)                 | 골드     | 100,000       |
| 미국 (RIAA)                | 플래티넘 | 1,000,000     |
| ^출하량을 기반으로 한 인증 |          |               |